# Cheri Madsen
Pour les articles homonymes, voir Madsen.
Cheri Becerra-Madsen, née le 27 juin 1976 à Omaha (Nebraska), est une athlète handisport américaine concourant en T54 (en) pour les athlètes en fauteuil roulant. Elle a participé à quatre éditions des Jeux où elle a remporté deux médailles d'or, cinq d'argent et trois de bronze.

## Carrière
À l'âge de trois ans, elle contracte un virus qui la laisse paraplégique. De par ses parents, elle est d'ascendance Omaha.
Elle débute l'athlétisme handisport en 1994 et fait ses débuts aux Jeux d'Atlanta en 1996. Là, elle monte sur le podium de toutes les courses auxquelles elle prend part : l'argent sur le 100 m et le 200 m puis le bronze sur le 400 m et le 800 m T54. Quatre ans plus tard, Cheri Madsen rafle son premier titre paralympique sur le 100 m et le 400 m T54 ainsi que l'argent sur le 200 m.
Après ces Jeux, elle se retire de la compétition pour fonder une famille mais reprend finalement la compétition en 2013 dans l'idée de se qualifier pour les Jeux paralympiques d'été de 2016, trois ans plus tard. L'année de son retour, elle rafle deux médailles de bronze aux championnats du monde à Lyon.
Vingt-cinq ans après sa première médaille aux Jeux, Madsen remporte une nouvelle médaille aux Jeux de 2020, le bronze sur le 100 m T54 en 16 s 33 derrière la Chinoise Zhou Zhaoqian (15 s 90) et la Finlandaise Amanda Kotaja (15 s 93). Elle remporte sa 10e médaille paralympique avec l'argent sur le 400 m T54.

## Palmarès

### Jeux paralympiques
- Jeux paralympiques d'été de 1996 à Atlanta :
  -  100 m T54
  -  200 m T54
  -  400 m T54
  -  800 m T54
- Jeux paralympiques d'été de 2000 à Sydney :
  -  100 m T54
  -  400 m T54
  -  200 m T54
- Jeux paralympiques d'été de 2016 à Rio de Janeiro :
  -  400 m T54
- Jeux paralympiques d'été de 2020 à Tokyo :
  -  400 m T54
  -  100 m T54

### Championnats du monde
- Championnats du monde 2013 à Lyon :
  -  200 m T54
  -  400 m T54
- Championnats du monde 2015 à Doha :
  -  200 m T54
- Championnats du monde 2017 à Londres :
  -  100 m T54
  -  200 m T54
  -  400 m T54
- Championnats du monde 2019 à Dubaï :
  -  100 m T54